# Liste der Naturdenkmale in Neuhausen/Erzgeb.
Die Liste der Naturdenkmale in Neuhausen/Erzgeb. nennt die Naturdenkmale in Neuhausen/Erzgeb. im sächsischen Landkreis Mittelsachsen.

## Definition
„Naturdenkmäler sind rechtsverbindlich festgesetzte Einzelschöpfungen der Natur oder entsprechende Flächen bis zu fünf Hektar, deren besonderer Schutz erforderlich ist
1. aus wissenschaftlichen, naturgeschichtlichen oder landeskundlichen Gründen oder
2. wegen ihrer Seltenheit, Eigenart oder Schönheit.“

„§ 18 – Naturdenkmäler – (zu § 28 BNatSchG)
(1) Die Erklärung nach § 22 Abs. 1 BNatSchG von Teilen von Natur und Landschaft als Naturdenkmal erfolgt durch Rechtsverordnung oder Einzelanordnung.
(2) Über § 28 Abs. 1 BNatSchG hinaus können Naturdenkmäler zur Sicherung von Lebensgemeinschaften oder Lebensstätten von im Bestand gefährdeten oder streng geschützten Arten festgesetzt werden.“

## Naturdenkmale
Link zu einem Kartenansichtstool, um Koordinaten zu setzen.
| Bild                          | Bezeichnung              | Lage                                       | Beschreibung                  | Datum | Nummer |
| ----------------------------- | ------------------------ | ------------------------------------------ | ----------------------------- | --- | ------ |
| mehr Fotos \| Fotos hochladen | Spitz-Ahorn in Neuhausen | Neuhausen (50° 40′ 46,5″ N, 13° 28′ 38″ O) | Spitzahorn – Acer platanoides | Verordnung des Landkreises Freiberg zur Festsetzung von Naturdenkmalen im Landkreis Freiberg vom 8. Dezember 2005 | ND 033 |